# بوزوا
بوزوا (به ترکی استانبولی: Bozova) شهری است در کشور ترکیه که در استان شانلی‌اورفه واقع شده‌است. جمعیت این شهر بر اساس سرشماری سال ۲۰۰۸ میلادی ۱۲٬۶۵۷ نفر و بر اساس برآوردهای سال ۲۰۰۹ میلادی ۱۰٬۸۶۴ نفر می‌باشد.